# CF gâru
CF gâru (c f ガール) è un film del 1989 diretto da Izô Hashimoto.

## Trama
Spur Ryokuba, 30 anni, giovane e talentuoso direttore di Commercial Film, famoso per i guai che causa.